# 骆根兴
骆根兴（1955年4月—），男，汉族，河北深县人，中国油画家，一级美术师，曾任中国美术家协会理事。